# (4028) Pancratz
(4028) Pancratz es un asteroide perteneciente al cinturón de asteroides, descubierto el 18 de febrero de 1982 por Laurence G. Taff desde el Laboratorio Lincoln, Socorro, Nuevo México.

## Designación y nombre
Designado provisionalmente como 1982 DV2. Fue nombrado Pancratz en honor al Presidente de la Sociedad Nacional del Espacio en 1988 Chris Pancratz.